# Hank and Lank: Joyriding
Hank and Lank: Joyriding è un cortometraggio muto del 1910 diretto da Gilbert M. 'Broncho Billy' Anderson.
Il film è il primo di una serie di nove che avranno come protagonisti i personaggi di "Hank" e "Lank", interpretati da Augustus Carney e Victor Potel. Tutti i film saranno girati nel 1910, tranne l'ultimo, Hank and Lank: They Make a Mash, che uscì il 31 gennaio del 1911.

## Produzione
Il film fu prodotto dalla Essanay Film Manufacturing Company, compagnia che aveva la sua sede a Chicago dove venne girato Hank and Lank: Joyriding che è conosciuto anche con il titolo alternativo Joyriding.

## Distribuzione
Distribuito dalla General Film Company, il film uscì nelle sale cinematografiche USA il 17 settembre 1910. Nelle proiezioni, veniva programmato con il sistema dello split reel, accorpato in un'unica bobina con un altro cortometraggio prodotto dall'Essanay, il western The Pony Express Rider.